# Darren Shan
Darren Shan, eredeti nevén Darren O'Shaughnessy (London, 1972. július 2. –) ír származású, angolul alkotó író. Elsősorban ifjúsági horrorregényeiről ismert.

## Élete
Londonban született és lakott hatéves koráig, azóta kisebb megszakításokkal az írországi Limerickben él. Általános iskolába Askeatonba, középiskolába a szintén közeli Palleskenrybe járt. Később a londoni Roehampton College-ban tanult szociológiát és angol nyelvet. Hazatérve néhány évig egy limericki kábeltévénél dolgozott, huszonhárom éves kora óta hivatásos író.

## Írói karrierje
Tizenévesen kezdett írogatni, 14 évesen szerezte be első írógépét. Számos képregényszöveg, novella, elvetélt kezdeményezés után 17 évesen készült el első regénye, a máig kiadatlan Mute Pursuit (Néma üldözés) című sci-fi alkotás. Míg tanult és dolgozott, évente átlagosan egy, felnőtteknek szóló könyvet írt. Ezekkel azonban nem ért el különösebb sikert, noha 1999-ben az Ayuamarca című alkotás és folytatása, a Hell's Horizon (A pokol pereme) pozitív kritikákat kapott.
Az áttörés 2000-ben történt meg, amikor kiadta első, gyermekeknek szóló könyvét, az eredetileg önszórakoztatásból, pihenésképpen írt Rémségek Cirkuszát (Cirque du Freak). A vámpírok körül forgó, immár Darren Shan néven kiadott, álönéletrajzi szemszögből bemutatott történet és 11 folytatása óriási médiafigyelmet kapott és nagy népszerűségre tett szert. Húsznál is több nyelvre lefordították könyveit, melyek hivatalosan 33 országban jelentek meg – összességében tízmillió példány kelt el 2006 elejéig, és sok helyen (többek között Magyarországon is) a könyveladási listák elején végzett egy-egy Shan-könyv.

## A film
A sikerről Hollywood is értesült. A Warner Bros. megvásárolta a filmkészítés jogait az írótól, mivel azonban film nem készült, azok visszakerültek Shanhez. 2005 januárjában aztán a Universal Studios vásárolta meg a vámpír-sagát. A Rémségek Cirkusza, melynek forgatókönyvét az Oscar-díjas Brian Helgeland és Paul Weitz írta az első három kötetből, az X-ment is jegyző Lauren Shuler Donne produkciójában készült. A forgatás 2008 februárjában kezdődött Paul Weitz rendezésében. A film premierjét még a nyáron véglegessé tették. Magyarországon a világ összes országát megelőzve, október 22-én került sor a premierre.

## Művei

### Darren Shan Saga/Vámpír Könyvek
A 2000–2004 között megjelent történet Darren Shanről szól, aki barátjával, Steve Leonarddal együtt eljut a furcsa torzszülöttekkel működő Rémségek cirkusza előadására, ahol Larten Crepsley személyében egy vámpír is dolgozik. Bár Steve az, aki tudott a vámpírok létezéséről, és ő akart csatlakozni hozzájuk, végül Darrenből lesz Crepsley félvámpír inasa. A 12 rész négy trilógiára oszlik: az elsőben Darren megismerkedik és megbékél új állapotával, a másodikban a Vámpírok hegyére jut, hogy része legyen a vámpírtársadalomnak, a harmadikban megkezdődik a vámpírok elpusztítására törő Vérszipolyok Urának keresése, a negyedikben pedig megtörténik a leszámolás, melynek – mint időközben kiderül – sokkal nagyobb hordereje van, mint azt bárki valaha is gondolhatta volna…
1. Rémségek cirkusza (Cirque du Freak)
2. A vámpír inasa (The Vampire's Assistant)
3. A vérszipoly (Tunnels of Blood)
4. A Vámpírok Hegye (Vampire Mountain)
5. A Halál Próbái (Trials of Death)
6. A vámpír herceg (The Vampire Prince)
7. A sötétség vadászai (Hunters of the Dusk)
8. Az éjszaka szövetségesei (Allies of the Night)
9. A hajnal gyilkosai (Killers of the Dawn)
10. A Lelkek tava (The Lake of Souls)
11. Az Árnyak Ura (Lord of The Shadows)
12. A Végzet fiai (Sons of Destiny)

A Darren Shan Saga szereplői

### Larten Crepsley regényes története
Shan négy részben dolgozza fel a Vámpír Könyvek egyik főszereplője, Larten Crepsley életútját. A sorozat első része 2010 őszén jelent meg eredeti nyelven, a befejező kötet kiadására 2012 tavaszán került sor. A Móra tervei között szerepel a sorozat magyar fordításának kiadása, az első kötet 2014. február 8-án kerül a boltokba.
1. Gyilkos születik[1] (Birth of a Killer)
2. Tengernyi vér[2] (Ocean of Blood)
3. A végzet szentélye[3] (Palace of the Damned)
4. Fivérek mindhalálig (Brothers to the Death)

A Larten Crepsley Saga szereplői

### Zom-B
A 12 részes sorozat B Smith-ről szól, akinek azért kell küzdenie, hogy megtalálja a helyét a rasszizmus, a zombik és a sötétség világában. 2012 szeptemberében jelent meg az első kötet, 3 havonta jelennek meg a könyvek.
1. Zom-B
2. Zom-B Underground
3. Zom-B City
4. Zom-B Angels
5. Zom-B Baby
6. Zom-B Gladiator
7. Zom-B Mission
8. Zom-B Clans
9. Zom-B Family
10. Zom-B Bride
11. Zom-B Fugitive
12. Zom-B Goddess

### Démonvilág (Demonata)
A 2005-2010 között megjelentetett, tízrészes sorozat kötetei szintén tizenéves gyerekek szempontjából íródtak a történet szerint, akik eredetileg eltérő helyen és időben élnek: Bec az 5. századi Írországban, Kernel Fleck az 1970-es években, Grubbs Grady pedig a jelenben. Közöttük kezdetben pusztán annyi kapcsolat van, hogy mindannyian megismerték a démonok pusztító, gyilkos világát, a regényfolyam előrehaladtával azonban történeteik összekapcsolódnak, hogy együtt vegyék fel a harcot az emberiség és a világegyetem elpusztításával fenyegető veszéllyel.
1. Démonmester (Lord Loss)
2. Démontolvaj (Demon Thief)
3. Vérfüred (Slawter)
4. Áldozat (Bec)
5. Fenevad (Blood Beast)
6. Végítélet (Demon Apocalypse)
7. Árny (Death's Shadow)
8. Farkassziget (Wolf Island)
9. Suttogás (Dark Calling)
10. A Pokol hősei (Hell' Heroes)

### Város-trilógia
Darren Shan régebben írt egy felnőtteknek szóló könyvtrilógiát, melynek az első két kötetét (Ayuamarca; Hell's horizon) adták ki. 2008-ban adták ki újra, új változatban, az első kötetet már Procession of the Dead (Holtak vonulása) címmel. Darren inkább a 15-16 évtől ajánlja a könyvet. Magyarországon a Démonvilág-sorozat után jelent meg 2010-ben.
1. Holtak vonulása (Ayuamarca/Procession of the Dead)
2. A pokol pereme (Hell's Horizon)
3. A kígyók városa (City of the Snakes)

### Egyéb művei
- Kojaszan (Koyasan) – 2006-ban írta a World Book Day-re. Egy Kojaszan nevű fiatal lányról szól, aki fél a városa melletti temetőtől, ahol szellemek élnek. A húga bement a temetőbe sötétedés után, és elrabolták a lelkét. 2010 őszén jelent meg Magyarországon egy sikeres olvasói petíciónak köszönhetően.
- A vézna hóhér (The Thin Executioner) – 2010-ben írta, folytatásokat nem tervez hozzá. 2012 őszén jelent meg Magyarországon. Egy apja hóhéri állásának elnyerése érdekében útra kelő ifjú, Jebel Rum kalandos és rémisztő történetét dolgozza fel.
- Árnyak asszonya (Lady of the Shades) – 2010 októberében lett bejelentve felnőttek számára. 2012. augusztus 30-án jelent meg Angliában és Írországban. 2012 novemberében a Libri gondozásában került a polcokra Magyarországon.
- Haguroszan (Hagurosan) – 2012. május 15-én jelenik meg Nagy-Britanniában. Egy Szent Hegyen érte az inspiráció, Japánban, a könyv pedig egy bájos kiegészítő minden Shan rajongó számára.

## Magyarul
- Darren Shan regényes története; ford. F. Nagy Piroska; Móra, Bp., 2001–2005 (Vámpír könyvek)
  - Rémségek cirkusza; 2001
  - A vámpír inasa; 2001
  - A vérszipoly; 2001
  - A vámpírok hegye; 2002
  - A halál próbái; 2002
  - A vámpír herceg; 2003
  - A sötétség vadászai; 2003
  - Az éjszaka szövetségesei; 2003
  - A hajnal gyilkosai; 2004
  - A lelkek tava; 2004
  - Az árnyak ura; 2004
  - A végzet fiai; 2005
- Démonvilág
  - Démonmester; ford. F. Nagy Piroska; Móra, Bp., 2005 (Démonvilág, 1.)
  - Démontolvaj; ford. F. Nagy Piroska; Móra, Bp., 2006 (Démonvilág, 2.)
  - Vérfüred; ford. Bárány Ferenc; Móra, Bp., 2006 (Démonvilág, 3.)
  - Áldozat; ford. Bárány Ferenc; Móra, Bp., 2007 (Démonvilág, 4.)
  - Fenevad; ford. Polyák Béla; Móra, Bp., 2007 (Démonvilág, 5.)
  - Végítélet; ford. Polyák Béla; Móra, Bp., 2008 (Démonvilág, 6.)
  - Árny; ford. Acsai Roland; Móra, Bp., 2008 (Démonvilág, 7.)
  - Farkassziget; ford. Mikó Bálint; Móra, Bp., 2009 (Démonvilág, 8.)
  - Suttogás; ford. Mikó Bálint; Móra, Bp., 2009 (Démonvilág, 9.)
  - A pokol hősei; ford. Mikó Bálint; Móra, Bp., 2010 (Démonvilág, 10.)
- Kojaszan; ford. Mikó Bálint; Móra, Bp., 2010
- Város-trilógia
  - A holtak vonulása. Város-trilógia: első kötet; ford. Sziklai István; Nyitott Könyvműhely, Bp., 2010
  - A pokol pereme. Város-trilógia: második kötet; ford. Sziklai István; Nyitott Könyvműhely, Bp., 2011
  - A kígyók városa. Város-trilógia: harmadik kötet; ford. Sziklai István; Libri, Bp., 2011
- Árnyak asszonya; ford. Sziklai István; Libri, Bp., 2012
- A vézna hóhér; ford. Rippel Károly; Móra, Bp., 2012
- Larten Crepsley regényes története
  - Gyilkos születik. Larten Crepsley regényes története. Első könyv; ford. Rippel Károly; Móra, Bp., 2014
  - Tengernyi vér. Larten Crepsley regényes története. Második könyv; ford. Szűcs Teréz; Móra, Bp., 2014
  - A végzet szentélye. Larten Crepsley regényes története. Harmadik könyv; ford. Robin Edina; Móra, Bp., 2014
  - Fivérek mindhalálig. Larten Crepsley regényes története. Negyedik könyv; ford. Robin Edina; Móra, Bp., 2015
- Zom-B; ford. Magyari Andrea; Móra, Bp., 2015
  - 1; 2015
  - 2. Alvilág; 2015
  - 3. Város; 2015
- Archibald Lox; ford. Péter Carmen; Bookaholic, Bp., 2023–
  - Az elveszett hercegnő; 2023
  - A rab herceg; 2024